# Certified Sustainable Economics
Certified Sustainable Economics (CSE) ist ein Gütesiegel für Unternehmen mit geprüft nachhaltiger Geschäftspraxis, welche dem Leitbild des nachhaltigen Wirtschaftens folgen. Die Vergabe des CSE-Siegels erfolgt nach Prüfung ethischer, ökologischer, sozialer und ökonomischer Nachhaltigkeitskriterien bzw. -Indikatoren. Das Qualitätssiegel dient als Produktkennzeichnung und darf als Marke für Waren und Dienstleistungen von zertifizierten Unternehmen verwendet werden. Die Zertifizierung nach CSE erfordert die Analyse des gesamten Unternehmens auf Basis festgelegter Kriterien aus dem Standard. Das CSE-Zeichen wird seit 2012 vergeben, die Prüfung und Zertifizierung erfolgt durch Kontrollstellen, die gemäß ISO 17065 arbeiten.

## Einordnung in die Deutsche Nachhaltigkeitsstrategie
In der Deutschen Nachhaltigkeitsstrategie ist die Managementzertifizierung dem Indikator 12 zuzuordnen. Der Wortlaut des Zieles für Nachhaltige Entwicklung ist: „Für nachhaltige Konsum- und Produktionsmuster sorgen“. Darin fordert die Regierung, die Förderung von glaubwürdigen und anspruchsvollen Umwelt- und Sozialsiegeln. Das Ziel beinhaltet die Umsetzung nachhaltigem Konsums, nachhaltiger Produktion und nachhaltiger Beschaffung. Anhand geeigneter, strenger Nachhaltigkeitsindikatoren für Unternehmen soll der CSE-Standard einem Leitbild für unternehmerische Nachhaltigkeit entsprechen und demnach nachhaltige Produkte von nachhaltigen Wirtschaftsakteuren kennzeichnen.

## Einordnung in die Nachhaltigkeitsberichterstattung
Der Standard ist eines von vielen Managementinstrumenten, um die Komplexität von Nachhaltigkeit in Organisationen nach außen abzubilden. Diverse Strukturen zur Nachhaltigkeitsberichterstattung (z. B. GRI, DNK, Gemeinwohl-Bilanz) erfüllen eine Berichtsfunktion, d. h. das Unternehmen kann anhand einer Berichtsstruktur seine Nachhaltigkeit erfassen und abbilden. Mit den Mindestkriterien, die vom Unternehmen erfüllt werden müssen, strebt CSE eine Definition von Nachhaltigkeit an, welche als Eintrittsbarriere dienen. An diesem Punkt verlässt der Standard den Rahmen einer reinen Nachhaltigkeitsberichterstattung. Das Nachhaltigkeitsreporting erfolgt mit Hilfe des Auditorenberichtes aus dem Audit, ferner mittels des Gütesiegels auf dem Produkt am Point of Sale. Neben der Funktion als Gütesiegel und Nachhaltigkeitsbericht ist CSE ebenfalls eine Zertifizierung. Das bedeutet, dass die Kontrolle der Einhaltung der Nachhaltigkeitskriterien von einer akkreditierten Zertifizierungs- bzw. Kontrollstelle vorgenommen wird.

## Nachhaltigkeitsverständnis des Standards
Das Nachhaltigkeitsmodell im CSE-Standard beinhaltet mindestens die drei Dimensionen Ökologie, Ökonomie und Soziales, welche auch im Standard erfasst werden. Unmittelbar im Fokus steht die systemische Managementebene, welche im Standard größtenteils durch die ISO 14001:2015 abgebildet wird.

## Abgrenzung zu Produktzertifizierung
Siegel auf Produkten berufen sich i. d. R. auf spezielle materielle Produkteigenschaften (z. B. Naturstoffe, ökologische Rohstoffe oder vegane Qualität). Ferner werden auch soziale Kriterien eines Produktes besiegelt (z. B. Herstellungsbedingungen und/oder Lieferkette). Die Qualität der Unternehmensführung, die Unternehmensvision und das gesamte Selbstverständnis des Unternehmens können durch eine Produktzertifizierung de facto nicht erfasst werden. Der CSE-Standard prüft, zusätzlich zu den im Standard vorgeschriebenen ökologischen und sozialen Aspekten, ethische Unternehmensaspekte sowie kaufmännische Kriterien. Er fordert ein durchgängiges Nachhaltigkeitsmanagement und die Erfüllung der Mindestkriterien. CSE ist aus diesem Verständnis heraus eine Unternehmenszertifizierung bzw. Managementzertifizierung für Nachhaltigkeit.

## Aufbau des CSE-Standards
Die drei Bausteine „Mindestanforderungen“, „unternehmensindividuelle Nachhaltigkeitsziele“ und „Nachhaltigkeitsschwerpunkte“ bilden die Systematik des CSE-Standards ab. Die Erfüllung der Mindestanforderungen deckt alle Nachhaltigkeitsbereiche (Ökologie, Soziales, Ökonomie) sowie die Managementebene ab. Die ISO-Norm 14001:2015 ist eine der Mindestanforderungen und gewährleistet ein valides Umweltmanagement. Weitere Anforderungen sind definierte Vorgaben für die Umsetzung von Nachhaltigkeit (z. B. Produktion nach EU-Öko-VO und glaubwürdigen Produktstandards, Einsatz von Ökostrom, ethischem Finanzwesen usw.)
Als Weiterführung der Mindestanforderungen werden mindestens drei unternehmensindividuelle Nachhaltigkeitsziele und der Zeitraum für das Erreichen der Ziele vereinbart. In der Regel sollen die Ziele in einem Zeitraum von 3 bis 5 Jahren realisiert werden. Die Festsetzung der Ziele ist, neben dem Erfüllen der Mindestanforderungen, Voraussetzung für die Zertifizierung. Wird ein Ziel erreicht, wird ein neues Ziel und der Zeitpunkt der Erreichung festgelegt.
Die Nachhaltigkeitsschwerpunkte bestehen aus umfassenden Themen, welchen sich ein Unternehmen freiwillig widmen kann (z. B. Blue Economy, Gemeinwohlökonomie, Klimaneutralität etc.). Diese können unter Umständen auf Wunsch des Unternehmens besonders ausgezeichnet werden.

## Vergabeverfahren
Die Vergabe des CSE-Siegels findet durch den Standardinhaber (GfaW – Gesellschaft für angewandte Wirtschaftsethik) statt, die Kontrolle und Zertifizierung durch nach ISO 17065 akkreditierte Zertifizierungsstellen. Die Einhaltung der Mindestanforderungen, die Zielerreichung und neue Zielvereinbarungen werden dann in jährlichen Wiederholungsaudits mittels Indikatoren überprüft.

## Kritik
- Die Verbraucher-Plattform label-online.de bewertet CSE als besonders empfehlenswert, "das wesentlich zu sozialen, ökologischen und ökonomischen Verbesserungen in Produktionsprozessen von Wasch- und Reinigungsmitteln sowie Kosmetika beiträgt. Es findet sich auf Produkten und als Unternehmensstandard."[5]
- Laut Ökotest wird mit dem CSE-Siegel auch Greenwashing betrieben. So hat der Naturkosmetikhersteller Börlind das CSE-Siegel erworben und bewirbt damit seine Produkte, obwohl nach dem CSE-Standard nur 75 % der gehandelten Produkte nach einem ökologischen Standard der Produktkategorie zertifiziert sein müssen.[6]